# Universal Music Group
Universal Music Group (UMG), раніше MCA Music Entertainment Group — найбільший холдинг лейблів звукозапису в музичній індустрії. Корпоративна штаб-квартира лейблу розташована в Гілверсумі, Нідерланди, оперативна — у Санта-Моніці, Каліфорнія. UMG входить до «Великої трійки» лейблів звукозапису разом із Sony Music та Warner Music Group. 21 вересня 2021 року UMG стала публічною компанією з вартістю 46 мільярдів євро.
У 2019 році Fast Company назвала Universal Music Group найінноваційнішою музичною компанією та внесла UMG до 50 найінноваційніших компаній у світі, а «на тлі цифрової трансформації музичної індустрії Universal заново визначає, як має виглядати сучасний лейбл». UMG підписала ліцензійні угоди з більш ніж 400 платформами по всьому світу.
Серед провідних артистів, записи яких видавалися цим холдингом, такі музиканти і гурти як: ABBA, Eminem, Rammstein, Sum 41, U2, Джимі Хендрікс, Лучано Паваротті, Madonna, Treibhaus, 3 Doors Down, Імельда Мей, Мірамі, Jeward, Таркан, Софі Елліс-Бекстор. Також за останні два роки до співпраці з лейблом приєдналися учасники Голосу країни: Ганзера Іван, Наталія Гордієнко та Павло Табаков.

## Vevo
Universal Music Group став співрозробником Vevo — сайт, створений для музичних відео, натхненних Hulu.com, який так само дозволяє безкоштовно транслювати відео та інший музичний контент із підтримкою реклами.
24 травня 2018 року Vevo оголосила, що більше не буде продовжувати розповсюдження відео на Vevo.com, замість цього вирішила зосередитися на розвитку в мережі YouTube.

## Історія

### Рання історія
Витоки компанії сягають часу створення американського відділення Decca Records у вересні 1934 року, а її назва та логотип походять від Universal Pictures Карла Леммле. Хоча кіностудія та музичний бізнес і мають спільну історію, сьогодні перша є частиною Comcast, а друга — незалежною комерційною організацією. Англійська компанія Decca Record Co. Ltd. у 1939 році відокремила американську Decca. Пізніше, у 1962 році, американська Decca об'єдналася з MCA Inc.
У листопаді 1990 року японський транснаціональний конгломерат Matsushita Electric погодився придбати MCA за 6,59 мільярда доларів США. У 1995 році Seagram придбала 80 відсотків MCA у Matsushita.
9 грудня 1996 року компанія була перейменована на Universal Studios, Inc., а її музичний підрозділ було перейменовано на Universal Music Group. MCA Records продовжував працювати як лейбл у складі Universal Music Group.
У травні 1998 року Seagram придбала PolyGram й об’єднала з Universal Music Group на початку 1999 року.
У травні 2004 року Universal Music Group було передано під управління окремо від Universal Studios, коли французький медіаконгломерат Vivendi продав 80% останньої компанії General Electric, яка згодом об’єднала Universal Studios з NBC, утворивши NBCUniversal. Це сталося через два місяці після відділення Warner Music Group від Time Warner. У лютому 2006 року Vivendi (який володів UMG (Universal Music Group) з 2000 року) придбав решту 20 відсотків UMG у Matsushita Electric.
6 вересня 2006 року Vivendi оголосила про купівлю BMG Music Publishing за 1,63 мільярда євро. Після отримання  схвалення Європейського Союзу, придбання було завершено 25 червня 2007 року.

### 2007–2012: придбання UMG та купівля EMI
У червні 2007 року UMG придбала Sanctuary, яка згодом стала підрозділом UMG з мерчандайзингу та управління брендом Bravado. Компанія представляє інтереси таких виконавців, як Джастін Бібер, Леді Гага та Каньє Вест, і співпрацює з роздрібними торговими марками, зокрема Barneys, Bloomingdale's і Selfridges.
У 2008 році Universal Music Group погодилася надати свій каталог Spotify, новому потоковому сервісу, для використання за межами США на обмеженій основі.
Дуг Морріс залишив посаду генерального директора 1 січня 2011 року. Колишній голова правління та за сумісництвом генеральний директор Universal Music International – Люсіан Грейндж – отримав посаду генерального директора компанії та вступив на посаду 9 березня 2011 року. Морріс же став наступним головою Sony Music Entertainment.
Після призначення Грейнджа на посаду генерального директора UMG Макс Гоул отримав посаду головного операційного директора UMGI з 1 липня 2010 року.
З 2011 року Interscope Geffen A&M Records UMG почав підписувати контракти з учасниками American Idol. У січні 2011 року UMG оголосила, що передає 200 000 майстер-записів 1920-1940-х років до Бібліотеки Конгресу для збереження.
У 2011 році EMI погодилася продати свою діяльність із записами музики Universal Music Group за 1,2 млрд фунтів стерлінгів (1,9 млрд доларів США), а свою діяльність з видавництва музики очолюваному Sony консорціуму за 2,2 млрд доларів США. Серед інших компаній, які змагалися за музичний бізнес, була Warner Music Group, яка, як повідомлялося, зробила заявку на 2 млрд доларів. Асоціація незалежних музичних компаній (IMPALA) виступила проти такого злиття.
У березні 2012 року Європейський Союз розпочав розслідування щодо придбання та почав опитування конкурентів і споживчих груп про те, чи призведе ця угода до підвищення цін і чи заблокує конкурентів.
21 вересня 2012 року Європейська комісія та Федеральна торгова комісія схвалили продаж EMI UMG в ЄС та США відповідно. Однак Європейська комісія схвалила угоду лише за умови, що об’єднана компанія передасть третину своїх операцій іншим компаніям із підтвердженою репутацією в музичній індустрії. UMG відмовився від Mute Records, Parlophone, Roxy Recordings, MPS Records, Cooperative Music, Now That's What I Call Music!, Jazzland, Universal Greece, Sanctuary Records, Chrysalis Records, EMI Classics, Virgin Classics та європейських регіональних лейблів EMI, щоб відповідати цим вимогам. UMG залишив собі лише The Beatles (раніше були в Parlophone) і Роббі Вільямса (раніше був у Chrysalis). Каталог Beatles було передано новоствореній UMG Calderstone Productions, тоді як каталог Вільямса – Island Records.

### 2012–2017: Інтеграція EMI та реорганізація підрозділів
Universal Music Group завершила придбання EMI 28 вересня 2012 року. У листопаді 2012 року Стів Барнетт був призначений головою та генеральним директором Capitol Music Group. Раніше він працював головним операційним директором Columbia Records. Згідно з умовами Європейської комісії після покупки EMI, Universal Music Group продала каталог Mute німецькій компанії BMG Rights Management 22 грудня 2012 року. Через два місяці BMG придбала Sanctuary Records за 50 млн євро (58 млн доларів США).

### 2018–теперішній час: продовження зростання та публічна торгівля
У червні 2018 року Universal Music Japan оголосила про ексклюзивну ліцензійну угоду з Disney Music Group. Після цього UMG поширює релізи Disney Music Group по всьому світу.

## Представництва

### Зона Лос-Анджелеса

#### Санта-Моніка
Оперативний штаб UMG розташований у Санта-Моніці. Штаб-квартира Interscope-Geffen-A&M і Universal Music Enterprises (UME), відділу каталогів компанії, також розташовані в Санта-Моніці. Def Jam, Island і Republic Records мають там офіси. Голова та генеральний директор UMG Люсіан Грейндж працює в офісах компанії в Санта-Моніці. У місті також знаходиться штаб-квартира Universal Music Publishing.

#### Голлівуд
Штаб-квартира Capitol Music Group знаходиться в будівлі Capitol Records в Голлівуді. Штаб-квартира Universal Music Latin Entertainment також знаходиться в Голлівуді.

#### Вудленд Гіллс
Universal Music Group керує допоміжним офісом у Вудленд Гіллс, який виконує фінансові, гонорарські та операційні функції.

### Маямі
Штаб-квартира Universal Music Latin Entertainment знаходиться в Маямі, штат Флорида.

### Нашвілл
Штаб-квартира Universal Music Group Nashville знаходиться в Нашвіллі, штат Теннессі.

### Нью-Йорк
UMG має офіси в Нью-Йорку, де розташовані штаб-квартири Island Records, Def Jam Recordings, Republic Records, Verve Label Group і Spinefarm Records.

### Мадрид
Universal Music Spain базується в Мадриді, Іспанія.

### Лондон
Universal Music Group Global (раніше відома як Universal Music Group International (UMGI)) має офіси в Лондоні.

### Берлін
Universal Music GmbH, німецька дочірня компанія, має штаб-квартиру в Берліні. У 2002 році вона була перенесена з Гамбурга до району Фрідрігсгайн на річці Шпрее.

### Варшава
Universal Music Polska знаходиться у Варшаві.

### Торонто
Universal Music Canada базується в Торонто.

### Японія
Штаб-квартира Universal Music Japan знаходиться в Сібуя, Токіо.

### Інші представництва
UMG працює більш ніж на 60 територіях по всьому світу, включно з Австралією, Центральною Америкою, Бразилією, Францією, Індією, Китаєм, Гонконгом, Тайванем, Африкою на південь від Сахари, Центральною та Східною Європою, Новою Зеландією, Україною, Південною Кореєю тощо.
Юридична штаб-квартира компанії знаходиться в Нідерландах. Найбільший корпоративний акціонер Universal Music Group, Tencent, має штаб-квартиру в Шеньчжені, Китай. Найбільший контрольний акціонер Tencent, Naspers, має штаб-квартиру в Кейптауні, Південна Африка.

#### Реакція на вторгнення в Україну (2022)
8 березня 2022 року UMG призупинила всі свої операції й закрила свої офіси в Росії після повномасштабного вторгнення в Україну. В опублікованій заяві UMG було зазначено: 

| Ми негайно призупиняємо всі операції в Росії та закриваємо там наші офіси. Ми закликаємо якомога швидше припинити насильство в Україні. Ми дотримуємося міжнародних санкцій і разом із нашими співробітниками та артистами працюємо з групами з низки країн (зокрема США, Великої Британії, Польщі, Словаччини, Німеччини, Чехії та Угорщини), щоб підтримати зусилля з надання гуманітарної допомоги надати термінову допомогу біженцям у регіоні. |
| |

## Фінансова інформація

### Акціонери
У січні 2022 року пакет акцій компанії становить:
- Вінсент Боллоре: 28 %
  - Bolloré SE: 18 %
  - Vivendi SE: 10 %
- Tencent: 20 %
  - Concerto Investment BV: 10 %
  - Scherzo Investment BV: 10 %
- Pershing Square Holdings: 10 %